# Thomas Martyn (Botaniker)

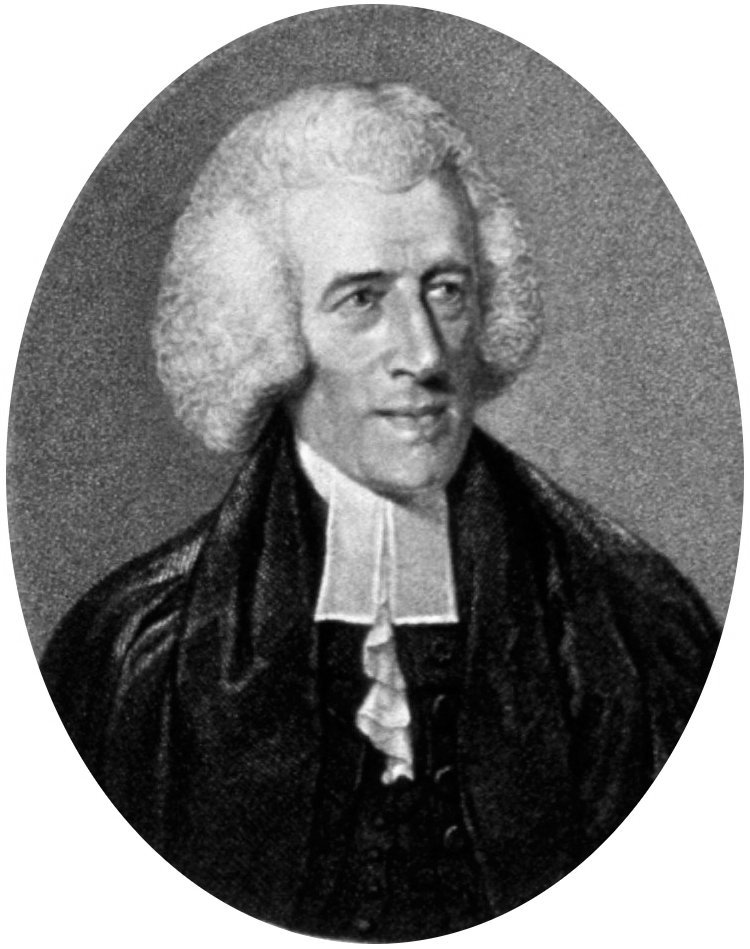
Thomas Martyn

Thomas Martyn (* 23. September 1735 in Chelsea, London; † 3. Juni 1825 in Pertenhall, Bedfordshire) war ein britischer Botaniker und Professor für Botanik an der Universität Cambridge. Sein offizielles botanisches Autorenkürzel lautet „Martyn“.

## Leben und Wirken
Martyn ist ein Sohn von John Martyn und dessen Frau Eulalia (geborene King, 1703–1749). Er begann 1752 am Emmanuel College Cambridge zu studierten und graduierte dort am 23. Januar 1756 (A.D.). 1758 wurde Martyn Fellow des Sidney Sussex College in Cambridge. Im gleichen Jahr wurde Martyn zum Diakon und im darauffolgenden Jahr zum Priester geweiht. Am 3. Juli 1759 machte er seinen Abschluss als  Master of Arts (Artium Magister, A.M.). Von 1760 bis 1774 war er Tutor des Sidney Sussex College. Am 11. Juni 1766 erhielt er den theologischen Abschluss Bachelor of Divinity (B.D.). Von 1762 bis zu seinem Tod war er Professor für Botanik in Cambridge als Nachfolger seines Vaters. Er verwaltete auch den botanischen Garten an der Universität, lehrte aber Botanik nur bis 1796.
Am 9. Dezember 1773 heiratete er Martha Elliston († 1829). Ihr einziges Kind ist John King Martyn.
Da er nach seiner Heirat den Fellow-Status in Cambridge aufgeben musste, erhielt er verschiedene Posten in der anglikanischen Kirche. Zunächst in Thriplow nahe Cambridge, wo er weiter Schüler annahm, dann als Rektor von Ludgershall in Buckinghamshire. 1778 bis 1780 begleitete er einen seiner Schüler auf dessen Kavalierstour durch Europa (Genf, Neapel, Brüssel, Venedig, Köln u. a.), wobei er sich auch eine Mineraliensammlung zulegte, die er für künftige Vorlesungen benutzte. 1793 wurde seine Professur in Cambridge in eine königliche Professur umgewandelt, was ihm eine regelmäßige Pension verschaffte. Ab 1784 lebte er in London (wo er die Charlotte Street Chapel in Pimlico erwarb) und ab 1798 in Pertenhall, wo er 1804 das Rektorat von seinem Sohn erhielt.
Martyns bekanntestes Werk in England war die 1785 erschienene Übersetzung der Briefe zur Botanik Lettres elementaires sur la botanique (1771–1774) von Jean-Jacques Rousseau. Bis 1815 erschienen acht Auflagen. Martyn war einer der frühesten Anhänger des Sexualsystem der Pflanzen von Carl von Linné in England. 1785 begann er eine überarbeitete Fassung von Philip Millers The gardeners dictionary, die Linné’schen System beruhte. Das Werk erschien erst 1807 unter dem Titel The Gardeners’ and Botanists’ Dictionary.
Am 18. Mai 1786 wurde Martyn „Fellow“ der Royal Society und seit 1788 war er Mitglied der Linnean Society of London.

## Schriften (Auswahl)
- Plantae cantabrigienses: or, a catalogue of the plants which grow wild in the county of Cambridge. London 1763 (Digitalisat).
- Heads of a course of lectures in botany. Read at Cambridge. Cambridge 1764 (Digitalisat).
- The English connoisseur: containing an account of whatever is curious in painting, sculpture, &c. 2 Bände, London 1766 (Band 1, Band 2) – anonym.
- A sermon preached before the Governors of Addenbrooke’s Hospital, on Thursday, June 30, 1768, in Great St. Mary’s Church, Cambridge. Cambridge 1768 (Digitalisat).
- Catalogus horti botanici Cantabrigiensis. Cambridge 1771 (Digitalisat).
- The Preface. In: John Martyn: Dissertations and Critical Remarks Upon the Aeneids of Virgil. Containing, Among Other Interesting Particulars, a Full Vindication of the Poet from the Charge of an Anachronism with Regard to the Foundation of Carthage. L. Davis, London 1770, S. I–LXIII (Digitalisat).
- A chronological series of engravers from the invention of the art to the beginning of the present century. J. Archdeacon, Cambridge 1770 (Digitalisat) – anonym.
- Mantissa plantarum horti botanici cantabrigiensis. Cambridge 1772 (Digitalisat).
- Twenty Plates of the Antiquities of Herculaneum: Selected from the Large Work. London 1773 (Digitalisat) – mit John Lettice (1737–1832)
- Heads of a Course of Lectures in Natural History, read at the Botanic Garden. Cambridge 1782 (Digitalisat).
- Letters on the elements of botany. Adressed to a lady. B. White and Son, London 1785 (Digitalisat) – als Übersetzer.
  - 2. Auflage. London 1787 (Digitalisat).
  - 3. Auflage. London 1791 (Digitalisat).
  - 4. Auflage. London 1794 (Digitalisat).
  - 5. Auflage. London 1796 (Digitalisat).
  - 6. Auflage. London 1802 (Digitalisat).
  - 7. Auflage. London 1807 (Digitalisat).
  - 8. Auflage. London 1815 (Digitalisat).
- The Gentleman’s Guide in his Tour through Italy. London 1787 – anonym.
  - A Tour Through Italy. Containing Full Directions for Travelling in that Country. 2. Auflage. London 1791 (Digitalisat).
- Thirty-eight plates, with explanations; intended to illustrate Linnaeus’s System of vegetables, and particularly adapted to the Letters on the elements of botany. B. White and Son, London 1788 (Digitalisat).
  - 2. Auflage. B. and J. White, London 1794 (Digitalisat).
  - 3. Auflage. J. White, London 1799 (Digitalisat).
  - 4. Auflage. Longman, Hurst, Rees, Orme, and Browne, London 1817 (Digitalisat).
- Flora rustica: exhibiting accurate figures of such plants as are either useful or injurious in husbandry. 4 Bände, F. P. Nodder, London 1792–1794 (Band 1, Band 2, Band 3, Band 4).
- The language of botany: being a dictionary of the terms made use of in that science, principally by Linneus. B. and J. White, London 1793 (Digitalisat).
  - 2. Auflage. B. and J. White, London 1796 (Digitalisat).
  - 3. Auflage. John White, London 1807 (Digitalisat).
- The gardener’s and botanist’s dictionary. 2 Bände, London 1807 (Band 1, Teil 1, Band 1, Teil 2, Band 2, Teil 1, Band 2, Teil 2) – als Herausgeber.